# Hermann Göring

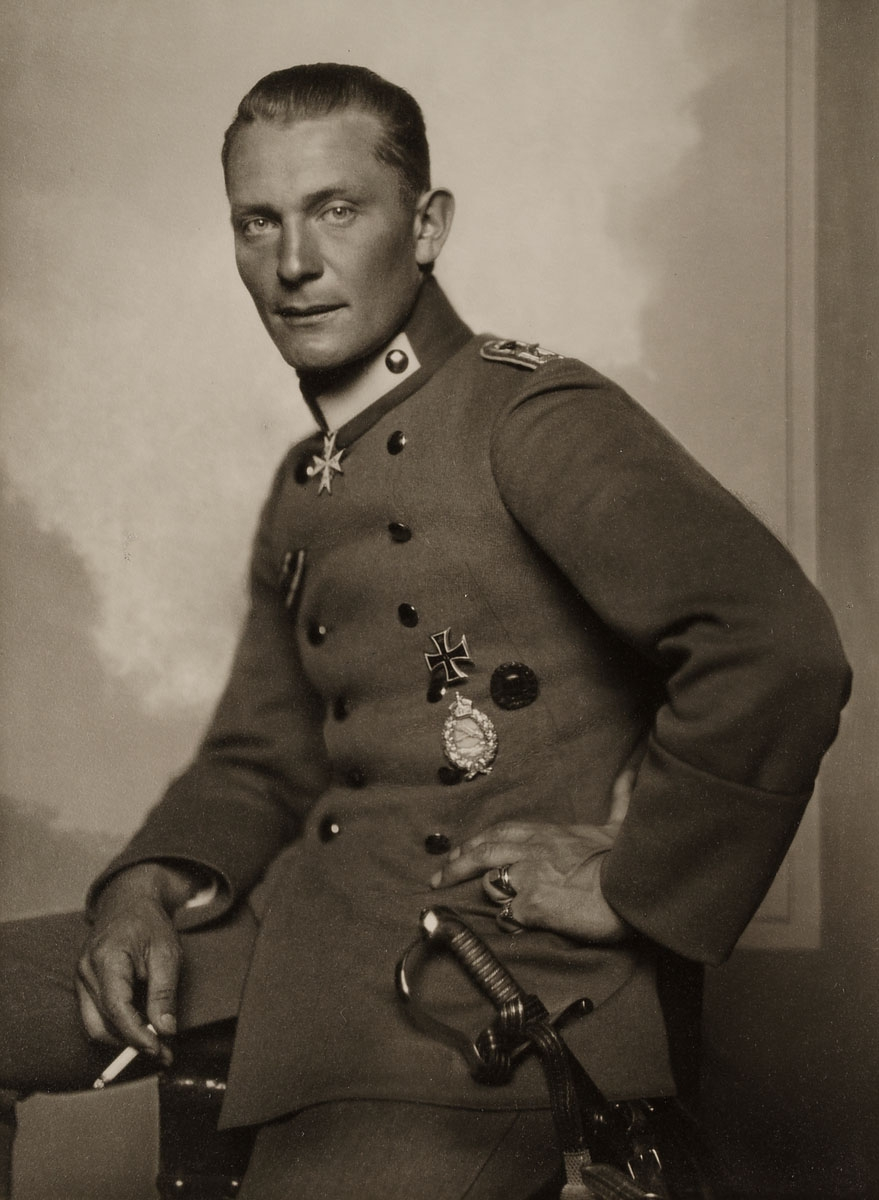
Hermann Göring under första världskriget, 1918.

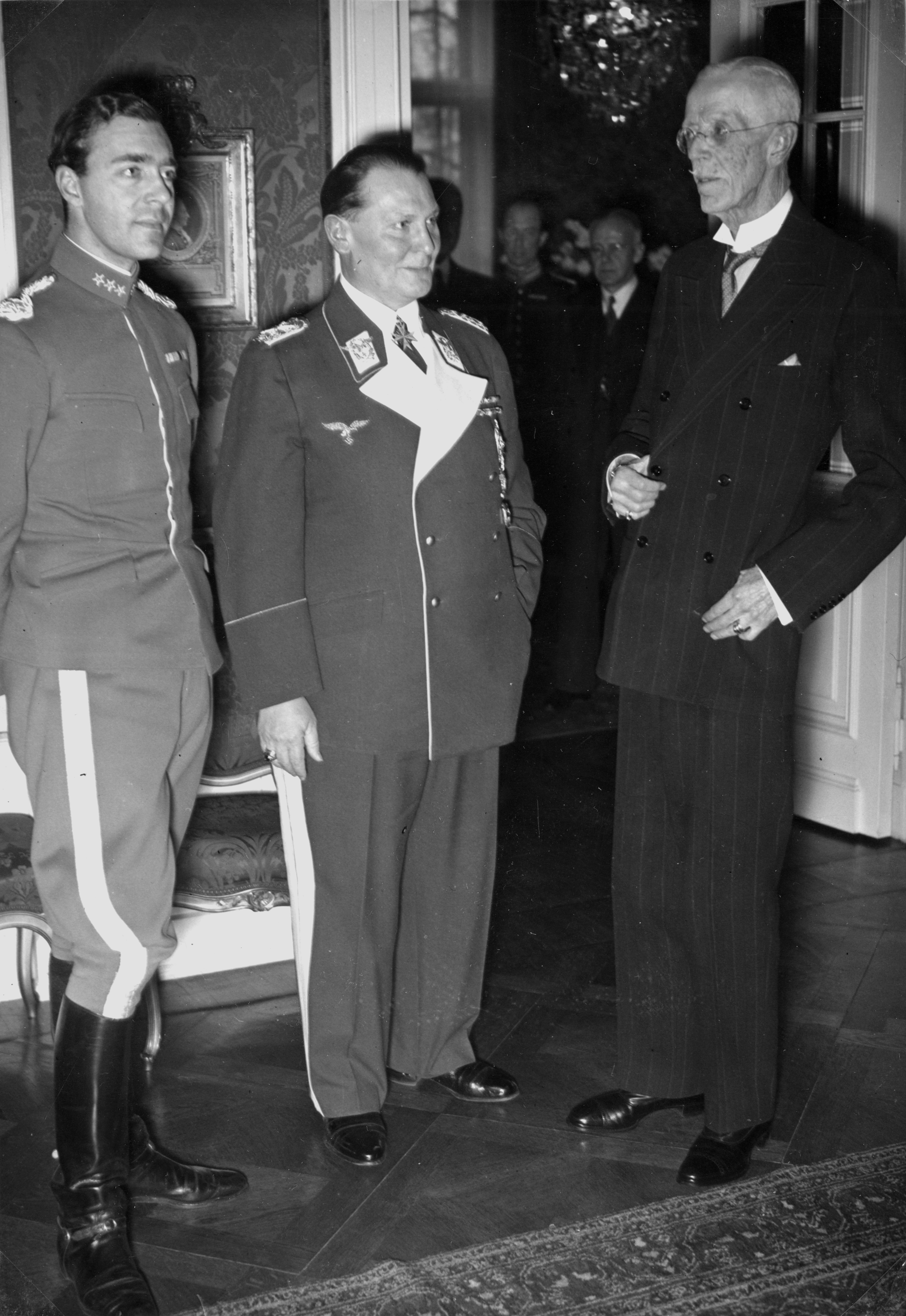
Gustaf V i Berlin den 2 februari 1939 på genomresa till Franska rivieran. Riksmarskalk Hermann Göring erhöll vid besöket på den svenska legationen ur kungens hand Svärdsorden - Kommendör med stora korset med kedja.
Längst till vänster arvprinsen Gustaf Adolf, som var i Berlin för en ryttartävling.

Hermann Wilhelm Göring, född 12 januari 1893 i Rosenheim, död 15 oktober 1946 i Nürnberg, var en tysk politiker, militär och dömd krigsförbrytare. Han tillhörde ledarskiktet inom Nationalsocialistiska tyska arbetarepartiet (NSDAP) och var riksdagsledamot från 1928. Från 1932 till 1945 var Göring tyska riksdagens talman.
Göring var en mycket framgångsrik stridspilot under första världskriget och tilldelades 1918 utmärkelsen Pour le Mérite. Han var den siste befälhavaren för Richthofeneskadern. År 1935 utsågs Göring till befälhavare för Luftwaffe, det tyska flygvapnet. I mitten av 1940 utnämnde Adolf Hitler honom till riksmarskalk (Reichsmarschall des Grossdeutschen Reiches).
I april 1938 utsågs Göring till Hitlers ställföreträdare i samtliga ämbeten och året därpå officiellt utnämnd till Hitlers ställföreträdare och efterträdare som rikskansler. Under år 1942, då Tysklands krigslycka vände, försämrades Görings relation till Hitler.
Göring grundade Gestapo och var ansvarig för inrättandet av de första koncentrationslägren. År 1941 gav han Reinhard Heydrich i uppdrag att organisera den så kallade slutgiltiga lösningen. Efter andra världskriget ställdes Göring inför rätta inför den internationella militärdomstolen i Nürnberg och dömdes till döden för planerandet av anfallskrig, brott mot freden, krigsförbrytelser och brott mot mänskligheten. Han begick dock självmord natten innan han skulle avrättas genom att svälja en cyanidkapsel.

## Biografi

### Uppväxten och första världskriget
Hermann Göring föddes den 12 januari 1893. Hans far, Heinrich Ernst Göring (1838–1913), var vid den tiden generalkonsul på Haiti. Modern, Franziska (född Tiefenbrunn, 1859–1923), födde Hermann i Tyskland, men återvände omedelbart efter födseln till sin make i Västindien. Hermann omhändertogs av en guvernant. Han blev tidigt intresserad av friluftsliv och kom så småningom in på en kadettskola. Under första världskriget gjorde han sig känd som en av de främsta tyska stridsflygarna. När Rittmeister (ryttmästare/kapten) Manfred von Richthofen dog i april 1918, tog Oberleutnant Wilhelm Reinhard över som chef för Jagdgeschwader 1 (JG 1) och vice chef blev Oberleutnant Göring. Den 3 juli 1918 omkom Reinhard i en olycka och Göring efterträdde honom som ledare för Richthofeneskadern, även känd som JG 1 och "Röde Baronens flygande cirkus". År 1916 blev han nedskjuten, men återhämtade sig tämligen snabbt. Under sin aktiva tid sköt Göring ned 22 fientliga flygplan. För detta tilldelades han Pour le Mérite i maj 1918. Hans far var vid den här tiden en av ledarna i Tyska Sydvästafrika, nuvarande Namibia.

### Mellankrigstiden
Åren efter första världskriget vistades Göring i bland annat Danmark och Sverige och försörjde sig som pilot. Göring kom till Sverige sommaren 1919 och engagerade sig i det då nystartade flygbolaget Svensk Lufttrafik. I augusti erhöll han en svensk licens för passagerarflyg. Under det första halvåret 1920 var han anställd som pilot vid bolaget. Trots att Göring var på resa med sin blivande svenska hustru Carin von Kantzow under större delen av andra halvåret 1920, påstås han ha varit pilot på den första flygpostrutten mellan Sverige och England 15 september 1920.
Fredagen den 20 februari 1920 flög Göring greve Eric von Rosen, från Stockholm, till dennes gods Rockelsta, där han träffade Carin, svägerska till Eric von Rosen. De gifte sig den 3 januari 1923. I München kom Göring i kontakt med Adolf Hitler och erbjöd honom sina tjänster. Göring anslöt sig till Nationalsocialistiska tyska arbetarepartiet i slutet av 1922. Ett av hans första uppdrag i partiet var att organisera Sturmabteilung (SA). Han deltog i den misslyckade ölkällarkuppen i München den 9 november 1923, varvid han sårades svårt efter att ha träffats av en rikoschetterande kula i ljumsken.
Eftersom han var efterlyst av de tyska myndigheterna för delaktighet i kuppförsöket tvingades han fly utomlands. Först vistades han tillsammans med sin fru, som också var efterlyst, i Österrike och därefter i Italien. På våren 1925 återvände paret Göring till Sverige, där de bosatte sig i en hyreslägenhet på Odengatan 23 (nuvarande 27) i centrala Stockholm. Han arbetade en tid som pilot på Deutsche Luft-Reedereis linje mellan Stockholm och Danzig. År 1925 var Hermann Göring patient på Aspuddens sjukhem där han skrevs in som narkoman och för att bli kvitt sitt morfinmissbruk, som han utvecklat under konvalescensen. Göring var mycket våldsam och hotade sjuksköterskorna. Han bröt sig in i ett medicinskåp i sin jakt på morfin. Göring var så pass våldsam att han först tvångsförflyttades till Katarina sjukhus för att bara en dag senare föras till sinnessjukhuset Långbro. Mellan den 2 september och den 7 oktober 1925 var Göring tvångsinlagd på en avdelning för våldsbenägna på Långbro, söder om Stockholm, för sitt missbruk. Under såväl 1926 som 1927 var Göring under perioder intagen på Långbro sjukhus, senast i september 1927.
I Tyskland utlystes 1926 allmän amnesti för de som deltagit i ölkällarkuppen och Göring kunde återvända till Tyskland och blev medlem av det nygrundade Nationalsocialistiska tyska arbetarepartiet. Efter valet 1928, vid vilket detta parti fick 12 riksdagsplatser av riksdagens totalt 491, blev han riksdagsman. Görings kontakter med den tyska aristokratin hjälpte till att öka stödet för NSDAP under partiets väg till makten. Den 30 augusti 1932 valdes han till riksdagens talman.
I oktober 1931 avled Görings hustru Carin efter flera års sjukdom på grund av ett medfött hjärtfel. Några år senare, 1934, lät han hämta hennes stoft och begravde henne på sitt gods Carinhall, beläget norr om Berlin. År 1935 gifte Göring om sig med den tyska skådespelerskan Emmy Sonnemann (1893–1973), med vilken han fick dottern Edda (1938–2018). Göring fortsatte att ha nära kontakt med Sverige; han var vän med bröderna von Rosen och utnämndes 1938 till hedersledamot i Svenska Jägareförbundet. Han förlänades storkorset av Kungl. Svenska Svärdsorden med kedja 1939.
Vid nazisternas maktövertagande den 30 januari 1933 utnämndes Göring till preussisk ministerpresident. Han blev även chef för Reichsluftfahrtministerium och återskapandet av Luftwaffe. En av Görings rivaler, SA-chefen Ernst Röhm, hade med tiden kommit att utgöra ett hot mot hans ställning i partiet och även mot Hitler. Hitler menade att Röhms konspiration var ett hot mot rikets säkerhet och den 30 juni 1934 genomförde man de långa knivarnas natt, då Röhm och flera andra högt uppsatta SA-män och politiker mördades. Göring hade planerat och organiserat denna utrensning tillsammans med bland annat Heinrich Himmler och Reinhard Heydrich. År 1935 utsåg Hitler Göring till överbefälhavare för det tyska flygvapnet, Luftwaffe, och året därpå till chef för den så kallade fyraårsplanen, vilket innebar att han fick kontroll över den tyska ekonomin. Genom sitt ledarskap för Reichswerke Hermann Göring, en storkoncern inom järn-, vapen- och maskinindustrin skapade han sig en ansenlig privat förmögenhet.
Även om det inte är helt klarlagt vem som gjorde upp planerna inför kristallnatten den 9 november 1938, anser historiker att Hitler i allmänna ordalag talade om behovet av en kraftfull markering efter mordet på den tyske legationssekreteraren i Paris, Ernst vom Rath, och detta ledde till att främst Joseph Goebbels och Göring organiserade kristallnatten.

### Andra världskriget
Vid andra världskrigets utbrott den 1 september 1939 var Görings gunst hos Hitler som störst och han blev samma dag officiellt utnämnd till Hitlers ställföreträdare som rikskansler. I egenskap av chef för Luftwaffe ledde Göring flyganfallen mot Polen och senare mot Storbritannien. År 1940 utnämndes han till riksmarskalk (Reichmarschall des Grossdeutschen Reiches) och stod nu på toppen av sin makt. I och med att den tyska krigslyckan vände 1943 började även Görings stjärna att dala. Skälen var flera. Enligt Hitler hade Göring som chef för Luftwaffe misslyckats med att slå ut det engelska flygvapnet och även varit oförmögen att förhindra allierade bombningar över Tyskland. Ett annat skäl var att han åter börjat missbruka morfin. Redan våren 1943 framträdde misstämning mellan Hitler och Göring och våren 1944 var relationerna dem emellan spända. Förgäves sökte Göring återvinna Hitlers förtroende men han förblev dock dennes ställföreträdare. Hitlers bristande förtroende utnyttjades av bland andra Bormann, Himmler, Goebbels och Speer, vilka nu började att tävla om Hitlers gunst.
Efter att ha uppvaktat Hitler i rikskansliets bunker i Berlin på dennes födelsedag den 20 april 1945, lämnade Göring staden med bil och for med sin stab till Obersalzberg. Ryska trupper var då nära att nå Berlins utkanter. Hans hustru och dotter liksom alla invånare i slottet Carinhall hade redan flera veckor tidigare åkt dit i två specialtåg.
Generalstabschefen Alfred Jodl tog, utan Hitlers vetskap, kontakt med Göring och meddelade denne att han förväntades ta över ledningen av Tredje riket vid Führerns död. Göring skickade den 23 april ett telegram till Hitler, i vilket han förklarade sig beredd att ta över makten om Hitler ämnade stanna kvar i Berlin. Bormann utnyttjade detta telegram för att hetsa upp Führern och framställa Göring som en förrädare. Detta lyckades, och Hitler uteslöt Göring ur partiet och lät arrestera honom. Bormann ville dock gå ett steg längre. Han sände ett telegram till chefen för Reichssicherheitshauptamt (RSHA), Ernst Kaltenbrunner, och gav denne order om att Göring skulle avrättas för högförräderi. Kaltenbrunner ansåg att han inte kunde verkställa en sådan order utan Hitlers uttryckliga medgivande.
Kort efter Tysklands kapitulation i maj 1945 greps Göring av amerikanska soldater och fördes till internering i Mondorf-les-Bains i Luxemburg. I augusti fördes han till Nürnbergs stadsfängelse.

### Nürnbergprocessen

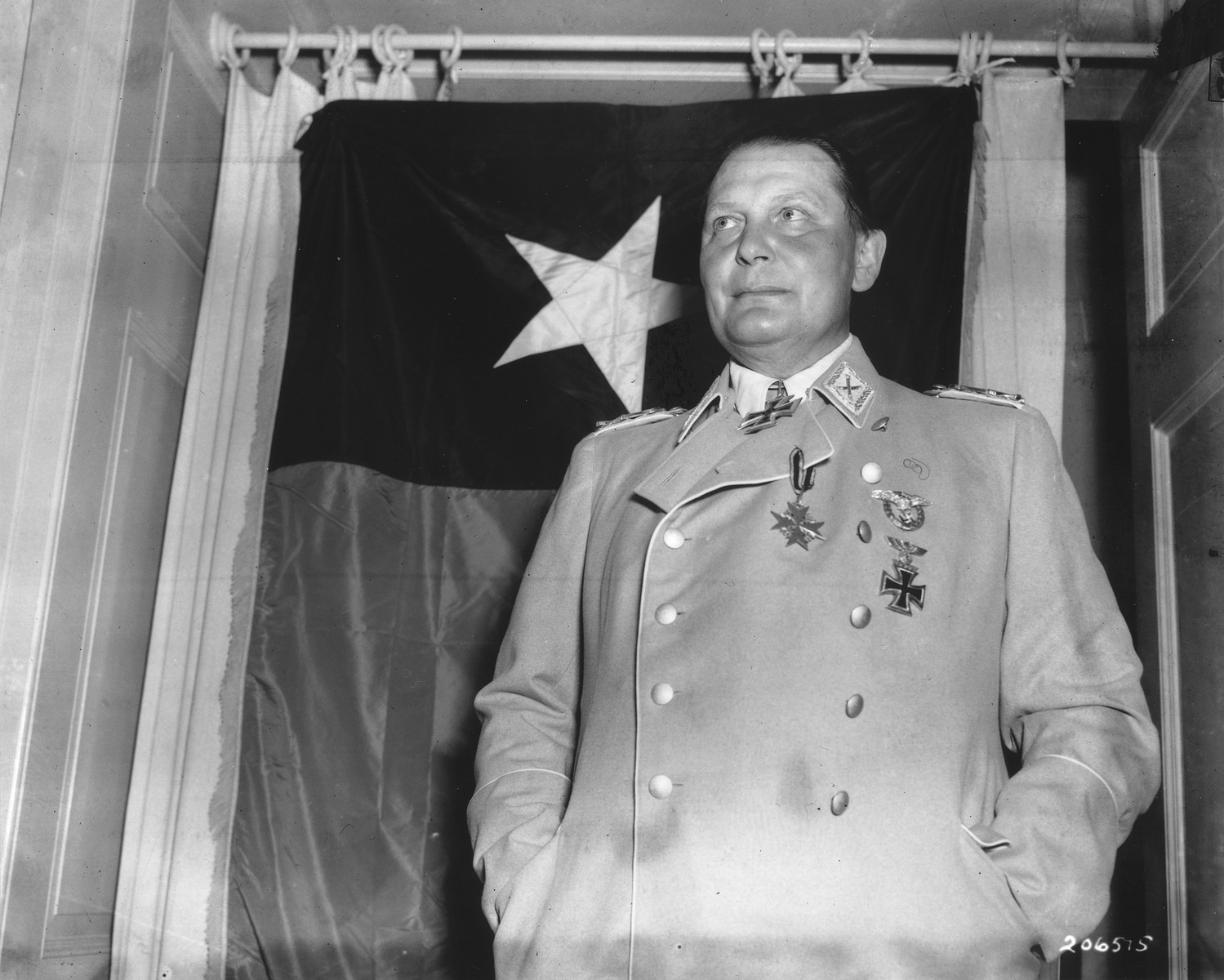
Hermann Göring i allierad fångenskap den 9 maj 1945.

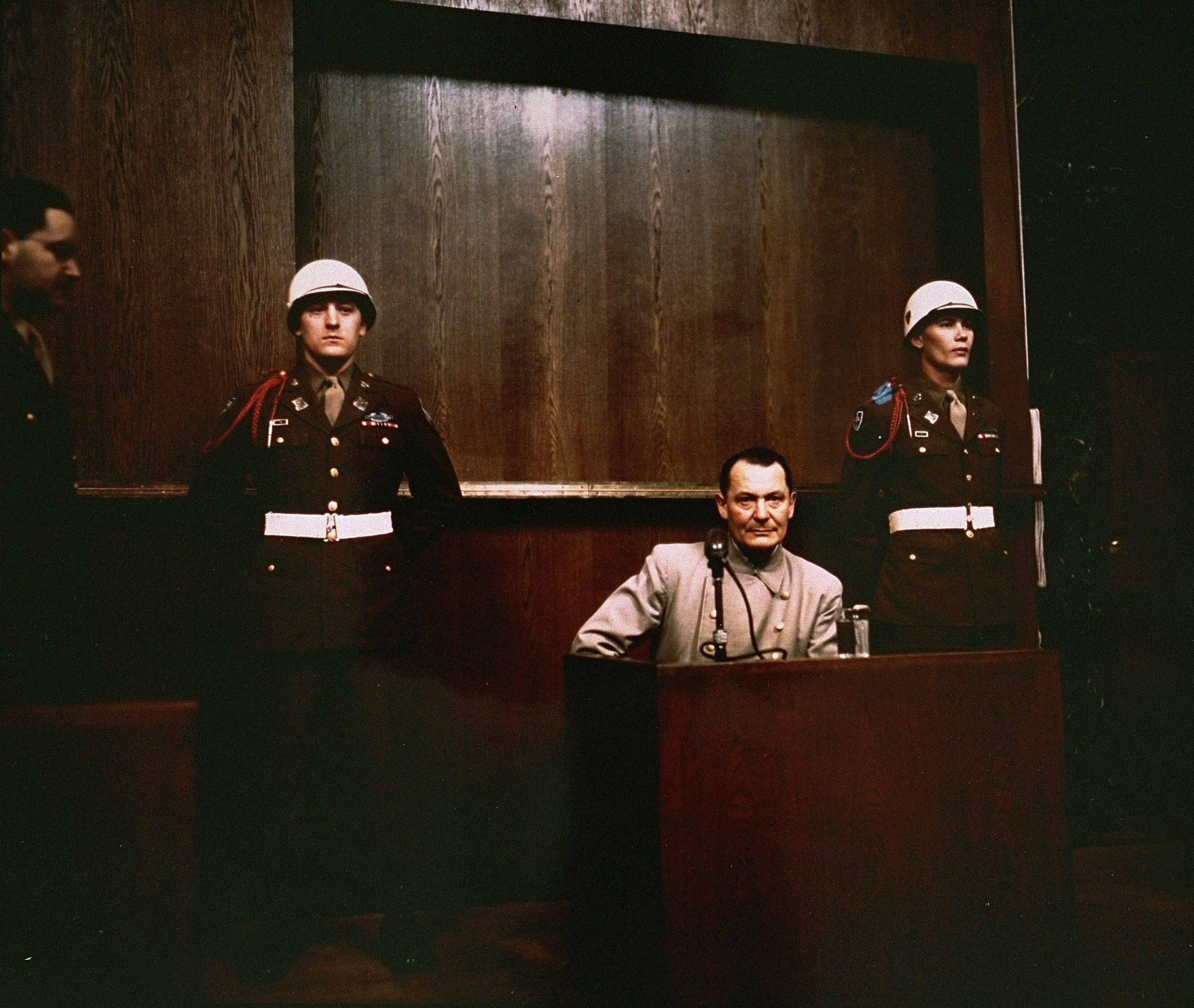
Hermann Göring i vittnesbåset i Nürnberg i mars 1946.

Göring åtalades 1945 vid Nürnbergprocessen som den främste av de anklagade. Han gjorde till en början ett skärpt intryck och kunde framgångsrikt argumentera mot den amerikanske huvudåklagaren Robert H. Jackson, men tvingades på defensiven när han konfronterades med bevis gällande grova krigsförbrytelser samt plundring av judisk egendom. Görings försvarsadvokat, dr Otto Stahmer, sökte påvisa att hans klient hade handlat som tysk patriot, inte som krigsförbrytare. Detta hade domstolen svårt att godta, eftersom Göring de facto hade inrättat de första koncentrationslägren och även inspekterat desamma. Försvaret hävdade dock, att han redan 1934 hade lämnat över ledningen av lägren till Himmler och därför inte kunde ställas till ansvar för de brott mot mänskligheten som begåtts i dessa efter nämnda tidpunkt. Ansvaret skulle istället ha legat på Himmler och Heydrich. Försvaret hade emellertid svårt att förklara det faktum, att Göring 1941 hade givit Heydrich i uppdrag att organisera ”en slutgiltig lösning av judefrågan” i den tyska inflytelsesfären i Europa. Han hade därtill villigt stött alla Tysklands anfallsplaner mot andra stater, men han hade ansett att tidpunkten för anfallet mot Ryssland 1941, Operation Barbarossa, var för tidigt vald. Enligt Görings åsikt skulle Tyskland först ha besegrat Storbritannien; detta för att undvika ett tvåfrontskrig. Ett av vittnena som kallades av försvaret, var den svenska industrimannen Birger Dahlerus som försäkrade att Göring verkat för att det inte skulle bryta ut krig mellan Tyskland och Storbritannien.
Korsförhöret med Göring leddes av den brittiske åklagaren, David Maxwell Fyfe, som på punkt efter punkt kunde sarga Görings försvar. Entydiga bevis om Görings exploatering av slavarbetare, plundring av judisk egendom och framför allt hans organisatoriska delaktighet i Förintelsen ledde fram till att domstolen fällde honom på alla fyra åtalspunkterna (planerande av anfallskrig, brott mot freden, krigsförbrytelser och brott mot mänskligheten) och den 1 oktober 1946 dömde honom till döden genom hängning. Rättens utslag mot Göring avslutades med följande formulering: ”Hans skuld är enastående i sin omfattning. Protokollet innehåller intet, som kan ursäkta denne man.”
Omkring två och en halv timme innan dödsstraffet skulle verkställas begick Göring självmord genom att bita sönder en glasampull med cyankalium. I ett efterlämnat brev till fängelsechefen i Nürnberg, överste Burton C. Andrus, skrev Göring att han hade haft en giftampull gömd under hela sin fängelsetid. När han vistades i sin cell, hade han haft den gömd i en burk med hudkräm, och när han hade närvarat i rättssalen hade han burit den på sig i ett av stövelskaften. Görings kropp, jämte de tio avrättades, brändes i krematoriet på Münchener Nordfriedhof. Askan ströddes därefter i Conwentzbach, en biflod till Isar, i stadsdelen Solln i södra München.
I början av år 2005 trädde en före detta fångvaktare i Nürnberg, Herbert Lee Stivers, fram och hävdade att det var han som smugglade in giftampullen i en reservoarpenna.

## Utmärkelser
Hermann Görings utmärkelser
- Pour le Mérite: 2 juni 1918
- Storkorset av Järnkorset: 19 juli 1940
- Riddarkorset av Järnkorset: 30 september 1939
- Riddarkorset av Hohenzollerska husorden: 20 oktober 1917
- Järnkorset av andra klassen: 15 september 1914
- Järnkorset av första klassen: 22 mars 1915
- Riddarkorset av andra klassen av Zähringer Löwenorden med svärd: 8 juli 1915
- Luftstridssegrarnas hederspokal
- Riddarkorset av Karl Friedrichs militärförtjänstorden: 20 oktober 1917
- Kungliga preussiska flygövervakningstecknet: 15 november 1914
- Kungliga preussiska flygledartecknet: 12 oktober 1915
- Såradmärket i svart: 1918
- Gallipolistjärnan
- Blodsorden: 9 november 1933
- NSDAP:s partitecken i guld: 1 december 1933
- Savojens militärorden
- Tyska Röda korsets hederstecken med halskors och kraschan
- Sachsisk-ernestinska husordens storkors
- Fliegerschaftsabzeichen
- Pilot- och observatörsmärket i guld med diamanter
- Ärmelband ”Jagdgeschwader Frhr. v. Richthofen Nr. 1 1917/1918”: oktober 1935
- Ärekorset
- Gauhederstecknet Gauörnen i silver för Gau Thüringen: 20 april 1937
- Gau Berlins gyllene hederstecken
- Luftförsvarsmedaljen: 20 april 1938
- Dannebrogordens storkors: 6 augusti 1938
- Sankt Mauritius och Sankt Lazarusordens storkors: 1939
- Svärdsorden - Kommendör med stora korset med kedja: 2 februari 1939
- Wehrmachts tjänsteutmärkelse av fjärde klassen
- Tilläggsspänne till Järnkorset av andra klassen: september 1939
- Tilläggsspänne till Järnkorset av första klassen: september 1939
- Danzigkorset av andra klassen: oktober 1939
- Danzigkorset av första klassen: oktober 1939
- Annunziataorden med stor kedja: 22 maj 1940
- Orden Imperial del Yugo y las Flechas:
- Mikael den tappres orden av tredje, andra och första klassen: 21 oktober 1941
- Storkorset av Savojens militärorden med stjärna och axelband: 27 november 1941
- Storkorset av Frihetskorsets orden med svärd: 25 mars 1942
- Storkorset av Paulowniaorden: 29 september 1943
- Slovakiska krigssegerkorset av första klassen
- Komturkreuz des Kgl. Rumän. Ordens Aeronautische Tugend mit der Kriegsdekoration und Schwertern
- Storkorset av Finlands Lejons orden med svärd
- Storkorset av Finlands Vita Ros’ orden med svärd
- 1 Schwert des japanischen nationalen Verbandes Shochoku Seishin Shinkokai
- Grosskreuz des Kgl. Italien. Ordens des Sterns
- Ubåtskrigstecknet med diamanter
- Kungliga rumänska flygledartecknet

## Citat
Ur ett radiotal i början av andra världskriget:
Wenn auch nur ein feindliches Flugzeug unser Reichsgebiet überfliegt, will ich Meier heißen!
"Om så bara ett enda fientligt flygplan flyger över det Tyska rikets mark, heter jag Meier!"